# وصية ناوناختي
وصية ناوناختي (يُشار إليه أيضًا باسم ناوناخت) هي بردية تم العثور عليها في قرية الحرفيين في دير المدينة التي يعود تاريخها إلى الأسرة العشرين في عهد رمسيس الخامس (Čern 1945 pg. 29). وتم العثور على البردية عن طريق المعهد الفرنسي في ربيع عام 1928، وتلخص هذه البردية الرغبات الأخيرة لامرأة تبرأت من بعض أطفالها.

## البردية التي تحتوي على الوصية
قُسمت البردية نفسها إلى مخطوطتين، ولم يتم اكتشاف أن المخطوطتين جزءان لنفس البردية إلا في وقت متأخر، وبناءً عليه تم ضمهما لبعض (Čern 1954 pg. 29). ويبلغ مقاس البردية 43 سم في الارتفاع و192 سم في الطول (Čern 1945 pg. 30). وتظهر البردية أيضًا قرائن تشير إلى كتابة البردية من قِبل كاتبين مختلفين نظرًا لاختلاف خط اليد. كذلك داخل البردية، توجد مصادقة كاتبين مختلفين على قسمين مختلفين من الكتابة (Čern 1945 pg. 31). وتوجد البردية الآن في متحف أشموليان في جامعة أكسفورد ويمكن العثور عليها ضمن P.Ashmolean 1945.97 (Haring 2003 p. 265).

## السيدة ناوناختي
حصلت السيدة ناوناختي على لقب مواطن (citoyenne)، والذي يُعد تعبيرًا عن جميع النساء الحرائر في الأسرة العشرين ممن لا يكُن في الخدمة أو يُعتبرن إماء (Černý 1945 pg. 44). وقد تزوجت مرتين، الأولى من الكاتب كينهيخوبشيف، ثم تزوجت من العامل خائمنون حيث أنجبت منه ثمانية أطفال مذكورين في البردية (McDowell 1999 pg. 38).

## محتويات الوصية وأهميتها
تبين وصية ناوناختي رغباتها بشأن ميراث أطفالها الثمانية. وقبل بيان تقسيم الأصول، تبين البردية التاريخ الذي تم فيه الإعلان المتعلق بممتلكات ناوناختي ثم تبين البردية الشهود العديدين الذين حضروا كتابة الإعلان. وبعد ذكر هذه الوقائع، تمضي الوصية في تقسيم أطفال هذه السيدة من حيث من سيحصل على ممتلكات ناوناختي ومن سيتم حرمانه من الميراث. ومن بين أطفالها الثمانية، قامت ناوناختي بحرمان ثلاثة أطفال من الميراث ومنحت خمسة أطفال ثروتها، وبالنسبة لكينهيخوبشيف منحته مكافأة خاصة تمثلت في وعاء غسيل من البرونز. وهناك تمييز مثير للاهتمام يتعلق بالحقيقة المتمثلة في أنه على الرغم من أن ناوناختي حرمت العديد من أطفالها من الميراث، إلا أنها حريصة على الإشارة إلى أنهم محرومون فقط من نصيبها من الممتلكات التي تتمتع بالسيطرة عليها. حيث إن هؤلاء الأطفال لا يزالون مؤهلين للحصول على نصيبهم من ممتلكات أبيهم، زوج ناوناختي، خائمنون.
وتقدم وصية ناوناختي رؤية ثاقبة بشأن الإجراءات القضائية في حياة المصريين اليومية، لا سيما حياة العمال وعائلاتهم في دير المدينة. كما توضح أيضًا الاستخدام المتزايد للسجلات المكتوبة للمصريين العاديين. علاوة على ذلك، تسلط وصية ناوناختي الضوء على مكانة المرأة في المجتمع المصري. ومن المثير للاهتمام أن نلاحظ أن الموقف القانوني للمرأة في الأسرة العشرين بمصر فيما يتعلق بالتملك كان على قدم المساواة مع الرجل. وعلى الرغم من رجوح حصول النساء على القليل من ميراث عائلاتهن، فإن ما يمتلكنه بالفعل كان خالصًا لهن ويحق لهن التصرف فيه كيفما شئن بغض النظر عما إذا كن متزوجات أم لا (McDowell 1999 pg. 40). وأخيرًا، تقدم وصية ناوناختي رؤية ثاقبة لممارسات رعاية الآباء المسنين والقواعد الاجتماعية التي كانت متبعة بشأن دعم الوالدين في سن الشيخوخة.

## قائمة الأطفال
- معيناختف (ذكر)
- كينهيخوبشيف (ذكر)
- أميناخت (ذكر)
- وزناختي (أنثى)
- مانيناختي (أنثى)
- نيفرحوتب[] (ذكر)
- هينشيني (أنثى)
- خانوب (أنثى)

وفقًا للبردية، من بين أطفال السيدة ناوناختي وزوجها الثاني خائمنون، يُعتبر أول خمسة أطفال أطفالاً "صالحين"، حيث استمروا في دعم وتوفير الرعاية لناوناختي في شيخوختها وبالتالي حصلوا على نصيب من ثروتها. وفي المقابل، لم يقدم كل من [نيفرحوتب] وهيشيني وخانوب الدعم لناوناختي بشكل كافٍ، وبالتالي حُرموا من الميراث ولم يُترك لهم شيء (Čern 1945 pg. 48).

## المنح الدراسية الثانوية
كثيرًا ما يُستشهد بوصية ناوناختي، التي يعد ياروسلاف سيرني هو أول من حللها، فيما يخص النساء في مصر والأدبيات القضائية والحياة داخل قرية دير المدينة العمالية. على سبيل المثال، يستشهد إيه جي ماكدويل بالوصية كمثال على القوة التي تمتعت بها المرأة فيما يتعلق بالتحكم في ممتلكاتها الخاصة (McDowell 1999 pg. 40). كذلك يستخدم بين هارينغ وصية ناوناختي من أجل توصيف الاستخدام المتزايد لأوراق البردي لتسجيل الأمور الخاصة والقضائية على حد سواء (Haring 2003 pg. 265).

## وصلات خارجية
- A good place to start for overviews of anything to do with Ancient Egypt http://www.oxford-ancientegypt.com
- The Ashmolean Museum links to short descriptions of the Will of Naunakhte http://www.ashmolean.org/ash/objectofmonth/theobject.htm
- A Second Ashmolean Museum link with further information on the Will of Naunakhte http://www.ashmolean.org/ash/objectofmonth/history.htm

## كتابات أخرى
- Johnson, Janet H. The Legal Status of Women in Ancient Egypt. In Mistress of the House, Mistress of Heaven: Women in Ancient Egypt, edited by Anne K. Capel and Glenn E. Markoe, pp. pp. 175–186. New York, 1996
- Robins, Gay. Women In Ancient Egypt. Cambridge: Harvard University Press, 1993.
- Routledge, Carolyn. Did Women 'Do Things' in Ancient Egypt?. Swansea: The Classical Press of Wales, 2008.